# یان دال توماسون
یان دال توماسون (به دانمارکی: Jon Dahl Tomasson) (زادهٔ ۲۹ اوت ۱۹۷۶ در کپنهاگ)، مربی دانمارکی و بازیکن سابق تیم ملی دانمارک و سرمربی تیم ملی سوئد است. او اصالتی فنلاندی و ایسلندی دارد.
بهمراه فاینورد قهرمانی در جام یوفا را تجربه کرد. سپس به آ.ث. میلان پیوست و همراه این تیم ایتالیایی قهرمانی در معتبرترین جام فوتبال، لیگ قهرمانان اروپا را به افتخارات خود افزود. او همچنین در سال‌های ۲۰۰۲ و ۲۰۰۴ مرد سال فوتبال دانمارک شد.

## فعالیت باشگاهی
توماسون فوتبال خود را به عنوان یک بازیکن ۵ ساله در ردهٔ جوانان تیم سلروود بولد کلاب در نزدیکی بندر کووگ آغاز کرد. در سن ۹ سالگی، او به بزرگترین تیم منطقه یعنی کووگ بولد کلاب پیوست. در نوامبر سال ۱۹۹۲، در سن ۱۶ سالگی، او به تیم بزرگسالان کووگ ملحق شد. در طی دو فصل او به باشگاه کمک کرد تا دو بار پیاپی به دسته بالاتر صعود کند. بار اول در پایان فصل ۱۹۹۳ که باشگاه از دسته ۳ لیگ دانمارک به دسته ۲ رسید و همچنین در سال ۱۹۹۴ بار دیگر که باشگاه به دسته ۱ این لیگ راه یافت. در دسامبر سال ۱۹۹۴، در سن ۱۸ سالگی، او به باشگاه هلندی هیرِنوییِن، باشگاهی درجه یک در لیگ هلند پیوست. در فصل ۱۹۹۵–۹۶ او با زدن ۱۴ گل در ۳۰ مسابقه آقای گل لیگ هلند شد. او این آمار را در فصل بعد به ۱۸ گل افزایش داد و بار دیگر آقای گل شد. علاوه بر اینها، او به حق (با وجود اینکه بودوین زندن و پاتریک کلایورت بسیار با پتانسیل نشان دادند) جایزه پدیده هلند در سال ۱۹۹۶ را کسب کرد.

### نیوکاسل یونایتد
موفقیت‌های او علاقه دیگر باشگاه‌ها را جذب کرد و او در ژوئیه سال ۱۹۹۷ به باشگاه لیگ برتری نیوکاسل یونایتد راه یافت که در ان زمان توسط اسطوره سابق لیورپول، کنی دالگلیش، اداره می‌شد. دالگلیش، توماسون را مکملی فوق العاده برای مهاجم ملی پوش نیوکاسل، آلن شیرر، یافت. در آغاز این همکاری به خوبی جواب داد، که با درخشش توماسون در اردوی دوستانه پیش فصل در جمهوری ایرلند همراه بود. هرچند، یک مصدومیت جدی برای آلن شیرر و به همراه آن، انتقال جنجال انگیز مهاجم مشهور ان زمان، لِسلی فردیناند به تاتنهام، به معنی تغییر پست توماسون از هافبک هجومی به مهاجم بود. او با وجود کمبود قدرت بدنی، تمام تلاشش را برای وقف دادن خود با پست جدید و همچنین سبک بازی انگلیس، انجام داد و تنها ۴ گل در ۳۵ بازی در تمام رقابت‌ها به ثمر رساند. عملکرد بد توماسون وقتی به سراغش آمد که کل بازیکن‌های تیم فصلی را پایینتر از استاندارد خود تجربه کردند. در دو فصل اخیر، نیوکاسل به نایب قهرمانی لیگ انگلیس رسیده بود اما در ان فصل تنها به مقام ۱۳ ام رسیدند.

### فاینورد
او در ژوئیه سال ۱۹۹۸ به لیگ هلند بازگشت و راهی بازگشت فوتبال فاینورد شد و بار دیگر پست هافبک هجومی را انتخاب کرد. اولین فصل در فاینورد موفقیت‌آمیز بود و فاینورد در فصل ۱۹۹۸–۹۹ قهرمان لیگ و جام حذفی هلند شد. باوجو اینکه باشگاه نتوانست قهرمانی در لیگ هلند را تکرار کند اما همچنان عملکرد خوبی از خود به جای گذاشتند و در فصل ۱۹۹۹–۰۰ به مقام سوم، ۲۰۰۰–۰۱ دوم، ۲۰۰۱–۰۲ سوم، دست یافتند. در این دوره از کارنامه توماسون، هر فصل تعداد زیادی گل به ثمر می‌رساند و افتخار آقای گل بودن در تیم فاینورد را با زدن ۱۵ گل در فصل ۲۰۰۱ به دوش کشید. در سال ۲۰۰۲ ،۱۷ گل بثمر رساند در فصلی که او همکاری قدرتمندی با پیِره وَن هویدونگ که با ۲۴ گل آقای گل هلند شد، ایجاد کرد. در ۲۰۰۲، توماسون بازیکنی جدایی ناپذیر در فاینورد بود که اولین جام بین‌المللی اش را با قهرمانی در یوفا سال ۲۰۰۲ جشن گرفت. در ان تورنمنت ۴ گل زدو مهم‌تر از همه همکاری عالیش با ون هویدونگ بود. در طول تورنومنت آن‌ها فرایبورگ، گلاسکو رنجرز، آیندهوون و اینتر میلان را قبل از بازی فینال با دورتموند شکست دادند. توماسون گل ۳ تیمش را در بازی که ۳–۲ به سود فاینورد به پایان رسید بثمر رساند و بهترین بازیکن زمین شد. در تابستان ۲۰۰۲ قرارداد توماسون با فاینورد به پیاین رسید و در انتقالی آزاد راهی میلان ایتالیا شد.

### میلان
فصل ۲۰۰۲–۰۳، اولین فصل توماسون در آ.ث. میلان، با قهرمانی جام حذفی همراه بود. توماسون معمولاً به عنوان تعویض آخر بازی وارد زمین می‌شد اما با این وجود ۳ گل در لیگ قهرمانان زدو به همراه میلان قهرمان جام شد. در فصل ۲۰۰۴ به توماسون زمان بیشتری داده شد. یک تصمیم خوب به وسیلهٔ مربی که باعث زدن ۱۲ گل در سری آ و ایفا کردن نقش مهم در قهرمانی کالچو برای میلان ایفا کرد. در اوت ۲۰۰۴ به همراه میلان قهرمان سوپر کاپ ایتالیا با نتیجه ۳–۰ برابر لاتزیو، شد. در فصل ۲۰۰۴–۰۵ او به تعویض دیر هنگام بدل شد و گل‌های کمتری نسبت به فصل قبل زد و در فینال لیگ قهرمانان نیز اواخر بازی به میدان آمد و در ضربات پنالتی از او استفاده شد که به گل تبدیل کرد که کمکی به میلان برای برد نکرد.

### اشتوتگارت
در ژوئیه ۲۰۰۵ با پیوستن کریستین ویری به میلان او پذیرفت که از تیم جدا شود. در سال ۲۰۱۱ از کارلو آنچلوتی سرمربی چلسی دربارهٔ بازیکن فوتبال‌های دانمارکی سؤال شد. او گفت:
«فراتر از همهٔ ویژگی‌های آنها، توانایی خاص آن‌ها در تمرین تا حد ممکن بینظیر بود. آن بازیکنی که از همه بهتر عملکرد و بیشترین دوام را نشان داد یاندال توماسون بود، کسی که همیشه مجبور به مبارزه برای ترکیب اصلی در برابر مهاجمان درجه یک دنیا ادامه می‌داد و هیچگاه دوره آسانی نداشت.»
 در تابستان ۲۰۰۵ با انتقالی ۷٫۵ میلیون یورویی به باشگاه فوتبال اشتوتگارت پیوست و در طی ۳۰ بازی در ۲ فصل ۸ گل برای این تیم زد.

### ویارئال
در ۲۴ ژانویه ۲۰۰۷ طی قرارداد قرضی به ویارئال پیوست در یک فصل حضورش ۳۶ بازی و ۷ گل را ثبت کرد.

### فاینورد
بعد از فصلی نه چندان خوب در ویا رئال او به فاینورد بازگشت و در ۳ فصل ۳۷ بازی انجام داد و ۲۰ گل به ثمر رساند و به دلیل یک مصدومیت سنگین و در سال ۲۰۱۱ در سن ۳۴ سالگی از دنیای فوتبال خداحافظی کرد.

## آمار باشگاهی
Complete statistic of all games played in the senior career.
تا تاریخ ۱۸ اکتبر ۲۰۱۰
| Club performance | Club performance | Club performance         | لیگ  | لیگ  | Cup                      | Cup                      | لیگ Cup                | لیگ Cup                | قاره‌ای | قاره‌ای | مجموعاً | مجموعاً |
| فصل              | لیگ              | باشگاه                   | Apps | گل‌ها | Apps                     | گل‌ها                     | Apps                   | گل‌ها                   | Apps   | گل‌ها   | Apps   | گل‌ها   |
| دانمارک          | دانمارک          | دانمارک                  | لیگ  | لیگ  | جام حذفی فوتبال دانمارک  | جام حذفی فوتبال دانمارک  | League Cup             | League Cup             | Europe | Europe | مجموعاً | مجموعاً |
| ---------------- | ---------------- | ------------------------ | ---- | ---- | ------------------------ | ------------------------ | ---------------------- | ---------------------- | ------ | ------ | ------ | ------ |
| 1992             | Køge             | Denmark Series           | ۲    | ۰    | ۰                        | ۰                        | -                      | -                      | ۰      | ۰      | ۲      | ۰      |
| ۱۹۹۳             | Køge             | Denmark Series           | ۱۵   | ۵    | ۵                        | ۵                        | -                      | -                      | ۰      | ۰      | ۲۰     | ۱۰     |
| 1994             | Køge             | 2nd Division             | ۳۱   | ۲۳   | ۲                        | ۴                        | -                      | -                      | ۰      | ۰      | ۳۳     | ۲۷     |
| هلند             | هلند             | هلند                     | لیگ  | لیگ  | KNVB Cup                 | KNVB Cup                 | لیگ Cup                | لیگ Cup                | Europe | Europe | مجموعاً | مجموعاً |
| 1994–95          | Heerenveen       | لیگ برتر فوتبال هلند     | ۱۶   | ۵    | ۲                        | ۱                        | -                      | -                      | ۰      | ۰      | ۱۸     | ۶      |
| ۱۹۹۵–۹۶          | Heerenveen       | لیگ برتر فوتبال هلند     | ۳۰   | ۱۴   | ۱                        | ۰                        | -                      | -                      | ۰      | ۰      | ۳۱     | ۱۴     |
| ۱۹۹۶–۹۷          | Heerenveen       | لیگ برتر فوتبال هلند     | ۳۲   | ۱۸   | ۶                        | ۶                        | -                      | -                      | ۰      | ۰      | ۳۸     | ۲۴     |
| انگلستان         | انگلستان         | انگلستان                 | لیگ  | لیگ  | جام حذفی فوتبال انگلستان | جام حذفی فوتبال انگلستان | Football League Cup    | Football League Cup    | Europe | Europe | مجموعاً | مجموعاً |
| ۱۹۹۷–۹۸          | Newcastle United | لیگ برتر فوتبال انگلستان | ۲۳   | ۳    | ۲                        | ۰                        | ۳                      | ۱                      | ۷      | ۰      | ۳۵     | ۴      |
| هلند             | هلند             | هلند                     | لیگ  | لیگ  | KNVB Cup                 | KNVB Cup                 | لیگ Cup                | لیگ Cup                | Europe | Europe | مجموعاً | مجموعاً |
| 1998–99          | فاینورد          | لیگ برتر فوتبال هلند     | ۳۳   | ۱۳   | ۳                        | ۱                        | -                      | -                      | ۲      | ۲      | ۳۸     | ۱۶     |
| ۱۹۹۹–۰۰          | فاینورد          | لیگ برتر فوتبال هلند     | ۲۸   | ۱۰   | ۱                        | ۰                        | -                      | -                      | ۱۱     | ۴      | ۴۰     | ۱۴     |
| ۲۰۰۰–۰۱          | فاینورد          | لیگ برتر فوتبال هلند     | ۳۱   | ۱۵   | ۲                        | ۱                        | -                      | -                      | ۲      | ۱      | ۳۵     | ۱۷     |
| ۲۰۰۱–۰۲          | فاینورد          | لیگ برتر فوتبال هلند     | ۳۰   | ۱۷   | ۱                        | ۱                        | -                      | -                      | ۷      | ۴      | ۳۸     | ۲۲     |
| ایتالیا          | ایتالیا          | ایتالیا                  | لیگ  | لیگ  | Coppa Italia             | Coppa Italia             | لیگ Cup                | لیگ Cup                | Europe | Europe | مجموعاً | مجموعاً |
| 2002–03          | Milan            | سری آ                    | ۲۰   | ۴    | ۷                        | ۴                        | -                      | -                      | ۱۰     | ۳      | ۳۷     | ۱۱     |
| ۲۰۰۳–۰۴          | Milan            | سری آ                    | ۲۶   | ۱۲   | ۴                        | ۲                        | -                      | -                      | ۷      | ۱      | ۳۷     | ۱۵     |
| ۲۰۰۴–۰۵          | Milan            | سری آ                    | ۳۰   | ۶    | ۳                        | ۲                        | -                      | -                      | ۶      | ۱      | ۳۹     | ۹      |
| آلمان            | آلمان            | آلمان                    | لیگ  | لیگ  | DFB-Pokal                | DFB-Pokal                | Other                  | Other                  | Europe | Europe | مجموعاً | مجموعاً |
| 2005–06          | Stuttgart        | Bundesliga               | ۲۶   | ۸    | ۲                        | ۱                        | ۳                      | ۰                      | ۶      | ۲      | ۳۷     | ۱۱     |
| ۲۰۰۶–۰۷          | Stuttgart        | Bundesliga               | ۴    | ۰    | ۲                        | ۱                        | ۰                      | ۰                      | ۰      | ۰      | ۶      | ۱      |
| اسپانیا          | اسپانیا          | اسپانیا                  | لیگ  | لیگ  | Copa del Rey             | Copa del Rey             | سوپرجام فوتبال اسپانیا | سوپرجام فوتبال اسپانیا | Europe | Europe | مجموعاً | مجموعاً |
| 2006–07          | Villarreal       | لا لیگا                  | ۱۱   | ۴    | ۰                        | ۰                        | -                      | -                      | ۰      | ۰      | ۱۱     | ۴      |
| ۲۰۰۷–۰۸          | Villarreal       | لا لیگا                  | ۲۵   | ۳    | ۴                        | ۰                        | -                      | -                      | ۸      | ۵      | ۳۷     | ۸      |
| هلند             | هلند             | هلند                     | لیگ  | لیگ  | KNVB Cup                 | KNVB Cup                 | لیگ Cup                | لیگ Cup                | Europe | Europe | مجموعاً | مجموعاً |
| 2008–09          | فاینورد          | لیگ برتر فوتبال هلند     | ۱۳   | ۹    | ۰                        | ۰                        | -                      | -                      | ۱      | ۰      | ۱۴     | ۹      |
| ۲۰۰۹–۱۰          | فاینورد          | لیگ برتر فوتبال هلند     | ۲۴   | ۱۱   | ۴                        | ۱                        | -                      | -                      | ۰      | ۰      | ۲۸     | ۱۲     |
| ۲۰۱۰–۱۱          | فاینورد          | لیگ برتر فوتبال هلند     | ۰    | ۰    | ۰                        | ۰                        | -                      | -                      | ۰      | ۰      | ۰      | ۰      |
| حضور ملی         | حضور ملی         | حضور ملی                 | لیگ  | لیگ  | Cup                      | Cup                      | لیگ Cup                | لیگ Cup                | قاره‌ای | قاره‌ای | مجموعاً | مجموعاً |
| مجموعاً           | دانمارک          | دانمارک                  | ۴۸   | ۲۸   | ۷                        | ۹                        | -                      | -                      | ۰      | ۰      | ۵۵     | ۳۷     |
| مجموعاً           | هلند             | هلند                     | ۲۳۷  | ۱۱۲  | ۲۰                       | ۱۱                       | -                      | -                      | ۲۳     | ۱۱     | ۲۸۰    | ۱۳۴    |
| مجموعاً           | انگلستان         | انگلستان                 | ۲۳   | ۳    | ۲                        | ۰                        | ۳                      | ۱                      | ۷      | ۰      | ۳۵     | ۴      |
| مجموعاً           | ایتالیا          | ایتالیا                  | ۷۶   | ۲۲   | ۱۴                       | ۸                        | -                      | -                      | ۲۳     | ۵      | ۱۱۳    | ۳۵     |
| مجموعاً           | آلمان            | آلمان                    | ۳۰   | ۸    | ۴                        | ۲                        | ۳                      | ۰                      | ۶      | ۲      | ۴۳     | ۱۲     |
| مجموعاً           | اسپانیا          | اسپانیا                  | ۳۶   | ۷    | ۴                        | ۰                        | -                      | -                      | ۸      | ۵      | ۴۸     | ۱۲     |
| Career مجموعاً    | Career مجموعاً    | Career مجموعاً            | ۴۵۰  | ۱۸۰  | ۵۱                       | ۳۰                       | ۶                      | ۱                      | ۶۷     | ۲۳     | ۵۷۴    | ۲۳۴    |

## دورهٔ ملی
او ۱۰ گل در ۱۶ بازی برای تیم ملی زیر ۱۹ ساله‌ها و به‌طور کلی ۲۷ گل در ۳۷ بازی برای مقاطع مختلف ملی به ثمر رساند. به دلیل بازی ضعیف در نیوکاسل به جام جهانی ۱۹۹۸ دعوت نشد اما با پیوستن به فاینورد دوباره در یورو ۲۰۰۰ به تیم ملی دعوت شد و ۶ گل در ۷ بازی در پست هافبک هجومی در مقدماتی یورو ۲۰۰۰ نقشی حیاتی برای دانمارک ایفا کرد. او د هر ۳ بازی مرحله گروهی به میدان رفت اما گلی به ثمر نرساند و دانمارک در این مرحله حذف شد. او در جام جهانی ۲۰۰۲ بازی کرد و ۴ گل در ۴ بازی به ثمر رساند و در یورو ۲۰۰۴ نیز با به ثمر رساندن ۳ گل در ۴ بازی در تیم منتخب یورو قرار گرفت.

## افتخارات
داخلی
- ۱۹۹۸–۹۹: لیگ برتر فوتبال هلند، با فاینورد
- ۱۹۹۸–۹۹: سوپر جام فوتبال هلند، با فاینورد
- ۲۰۰۲–۰۳: کوپا ایتالیا، با آ.ث. میلان
- ۲۰۰۳–۰۴: سری آ، با میلان
- ۲۰۰۳–۰۴: سوپرکوپا ایتالیانا، با میلان
- ۲۰۰۶–۰۷: بوندس‌لیگا، با اشتوتگارت

بین‌المللی
- ۲۰۰۱–۰۲: جام یوفا، با فاینورد
- ۲۰۰۲–۰۳: لیگ قهرمانان اروپا، با میلان

جوایز
- ۱۹۹۴: بهترین بازیکن زیر ۱۹ سال دانمارک
- ۱۹۹۶: جوان مستعد فوتبال دانمارک
- ۲۰۰۲: کفش برنز جام جهانی (۴ گل)
- ۲۰۰۲: مرد سال فوتبال دانمارک
- ۲۰۰۴: تیم منتخب یورو ۲۰۰۴
- ۲۰۰۴: مرد سال فوتبال دانمارک

آقای گل
- ۱۹۹۵–۹۶: هیرنفین (۱۴ گل)
- ۱۹۹۶–۹۷: هیرنفین (۲۴ گل)
- ۲۰۰۰–۰۱: فاینورد (۱۷ گل)
- ۲۰۰۵–۰۶: اشتوتگارت (۱۱ گل)
- ۲۰۰۹–۱۰: فاینورد (۱۲ گل)